# Lista över stadsarkitekter i Arboga
Historik över stadsarkitekter i Arboga stad och Arboga kommun.
| Namn             | Stadsarkitekt |
| ---------------- | ------------- |
| Per Bohlin       | 1934-1935     |
| Lars Arborelius  | 1943-1949     |
| Bengt Emanuelson | 1957-1965     |
| Börje Ericsson   | 1965-1989     |
| Per Granlund     | 1992-2006     |